# フェミ・クティ
フェミ・クティ（英語: Femi Kuti、本名：オルフェラ・オルフェミ・アニクラポ・クティ（英語: Olufela Olufemi Anikulapo Kuti）、1962年6月16日 - ）は、ナイジェリアのミュージシャン。アフロビートの創始者として世界的に有名なフェラ・クティの息子。

## 来歴
1962年、フェラ・クティとレミ・クティのあいだにロンドンで生まれ、ナイジェリアの前首都のラゴスで育った。フェラ・クティは子だくさんだったが、母親のレミがフェラのもとを離れると、フェミはレミと共に生活するようになった。フェミはバプテスト・アカデミーとイグボビ大学で学んだ。その後、フェミは父親と共に行動することを決め、最終的にフェラのバンドの一員となった。
父フェラと同様に、ナイジェリアの政治的・社会的問題に強い関心を示し、クティ親子はナイジェリアでも特に政治的なミュージシャンと見られていた。ただし、宗教観については意見を異にした。ドラマー、トニー・アレンは、ブラックパンサー党がフェラ・クティのバンドに与えた影響について、メディアに語っている。
1999年、フジロックフェスティバルに初出演。2001年、アルバム『ファイト・トゥ・ウィン』では、コモン、モス・デフ、マニー・マーク、ジャグアー・ライトなどのアメリカのミュージシャンと共演した。
2002年には、フェミの人生に影響を及ぼした母親レミが60歳で亡くなった。フェミの息子は、父のバンドでアルト・サクソフォーンを演奏している。
ゲーム『グランド・セフト・オートIV』において、ラジオ局「IF99（International Funk 99のことで、西アフリカ、アメリカなどの有名曲を放送する局とされる）」のDJ役を演じた。

## ディスコグラフィ

### スタジオ・アルバム
- No Cause for Alarm? (1989年、Polygram)
- M.Y.O.B (1991年、Kalakuta)
- 『フェミ・クティ』 - Femi Kuti (1995年、Tabu/Motown)
- 『ショキ・ショキ』 - Shoki Shoki (1998年、Barclay/Polygram/Fontana MCA)
- 『ファイト・トゥ・ウィン』 - Fight to Win (2001年、Barclay/Polygram/Fontana MCA/Wraase)
- 『デイ・バイ・デイ』 - Day by Day (2008年、Wrasse)
- 『アフリカ・フォー・アフリカ』 - Africa for Africa (2010年、Wrasse/Knitting Factory)
- 『ノー・プレイス・フォー・マイ・ドリーム』 - No Place for My Dream (2013年、Knitting Factory)
- 『ワン・ピープル・ワン・ワールド』 - One People One World (2018年、Knitting Factory)
- 『レガシー+』 - Legacy+ (2021年、Partisan) ※with メイド・クティ

### ライブ・アルバム
- 『アフリカ・シュライン』 - Africa Shrine (2004年、P-Vine)
- 『アフリカ・シュライン』 - Live at the Shrine (Deluxe Edition DVD) + Africa Shrine (Live CD) (2005年、Palm Pictures/Umvd)

### コンピレーション・アルバム
- The Best of Femi Kuti (2004年、Umvd/Wrasse)
- Femi Kuti The Definitive Collection (2007年、Wrasse Records)

### 参加アルバム
- ラシッド・タハ : Rachid Taha Live (2001年、Mondo Melodia) ※「Ala Jalkoum」に参加
- シーヴェリー・コーポレーション : 『レディオ・リタリエーション』 - Radio Retaliation (2008年、ESL Music) ※「Vampires」に参加
- ブレット・デネン : Hope for the Hopeless (2008年)
- Various Artists : Finding Fela (Original Motion Picture Soundtrack) (2014年) ※アレックス・ギブニー監督によるドキュメンタリー映画サウンドトラック[3]
- コールドプレイ : 『エヴリデイ・ライフ』 - Everyday Life (2019年) ※「Arabesque」に参加

### 参加オムニバス・アルバム
- 『グランド・セフト・オートIV サウンドトラック』 - Grand Theft Auto IV soundtrack (2008年、IF99)